# 1772 na literatura

## Nascimentos
| Data          | Nome                    | Profissão                 | Nacionalidade    | Observações | Ref |
| ------------- | ----------------------- | ------------------------- | ---------------- | ----------- | --- |
| 2 de maio     | Novalis                 | escritor e filósofo       | Reino da Prússia | m. 1801     |     |
| 21 de outubro | Samuel Taylor Coleridge | poeta, crítico e ensaista | Reino Unido      | m. 1834     |     |

## Mortes
| Data | Nome | Profissão | Nacionalidade | Observações | Ref |
| ---- | ---- | --------- | ------------- | ----------- | --- |